# 지쿠시역
지쿠시역(일본어: 筑紫駅)은 일본 후쿠오카현 지쿠시노시에 위치한 서일본 철도 덴진오무타 선의 역이다. 역 번호는 T17이다.
역사 내에 승무소가 있어 보통 열차와 급행 열차의 일부는 본 역에서 승무원이 교대한다.

## 역사
- 1924년 4월 12일: 역 개업.
- 1945년 8월 8일: 미군 그러먼기의 기총 소사에 의한 당시의 지쿠시 역사나 운행 중인 3열차가 파괴됨(쓰쿠시 역 열차 공습 사건). 사망자는 64명, 부상자는 100명 이상 나왔다.
- 1948년: 역사 개축.
- 1981년 9월 25일: 남쪽으로 이전, 신역사 공용 개시.
- 1997년 9월 27일: 급행 정차역이 됨.
- 2001년 4월 1일: 서쪽 출입구의 개설과 함께 배리어 프리화.
- 2008년: IC카드 nimoca 사용 개시.
- 2013년 3월: 액정식 열차 안내 장치 사용 개시 및 안내 방송 시스템 갱신.
- 2017년 2월 1일: 역 번호 도입.

## 역 구조
섬식 승강장 2면 4선의 지상역에서 교상 역사를 갖는다. 개찰구와 승강장 사이에는 휠체어 승강기가 계단에 병설되었다. 또한, 신설된 개찰구와 승강장 사이는 엘리베이터로 연결되어 있다.

### 승강장
| 1 | ■ 덴진오무타 선 | 하행 | 구루메・야나가와・오무타 방면           |
| 2 | ■ 덴진오무타 선 | 상행 | 후쓰카이치・야쿠인・후쿠오카(덴진) 방면 |

## 이용 현황
| 연도 | 1일 평균 승차 인원 | 1일 평균 승하차 인원 |
| ---- | ------------------ | -------------------- |
| 2000 | 3,195              | 6,151                |
| 2001 | 3,060              | 5,890                |
| 2002 | 3,000              | 5,762                |
| 2003 | 2,902              | 5,585                |
| 2004 | 2,918              | 5,600                |
| 2005 | 2,838              | 5,633                |
| 2006 | 2,863              | 5,704                |
| 2007 | 2,943              | 5,840                |
| 2008 | 2,978              | 5,894                |
| 2009 | 2,981              | 5,906                |
| 2010 | 3,068              | 6,092                |
| 2011 | 3,112              | 6,181                |
| 2012 |                    | 6,048                |
| 2013 |                    | 6,232                |
| 2014 |                    | 6,158                |
| 2015 |                    | 6,377                |
| 2016 |                    | 6,391                |

## 역 주변
지쿠시노 시의 남부에 위치한다. 역 주변에는 미사, 쓰쿠시 역전 단지, 쓰쿠시가오카 단지와 지쿠시다이 단지로 불리는 주택가가 확산되어 있다. 급행 정차역이지만, 역전은 한산하다.
- 지쿠시노 시립 지쿠시 초등 학교
- 지쿠시노 시립 지쿠잔 중학교
- 지쿠시노 시청 지쿠시 출장소
- 지쿠시노 유치원
- 지쿠시노 지쿠시가오카 우체국
- 국도 제3호선
- 사립 후쿠오카 도키와 고등학교
- JR 규슈 가고시마 본선 하루다역 - 약 2km 떨어져 있다.
- 지쿠시 신사
- 고로야마 고분관
- 마에하타 유적

## 사진

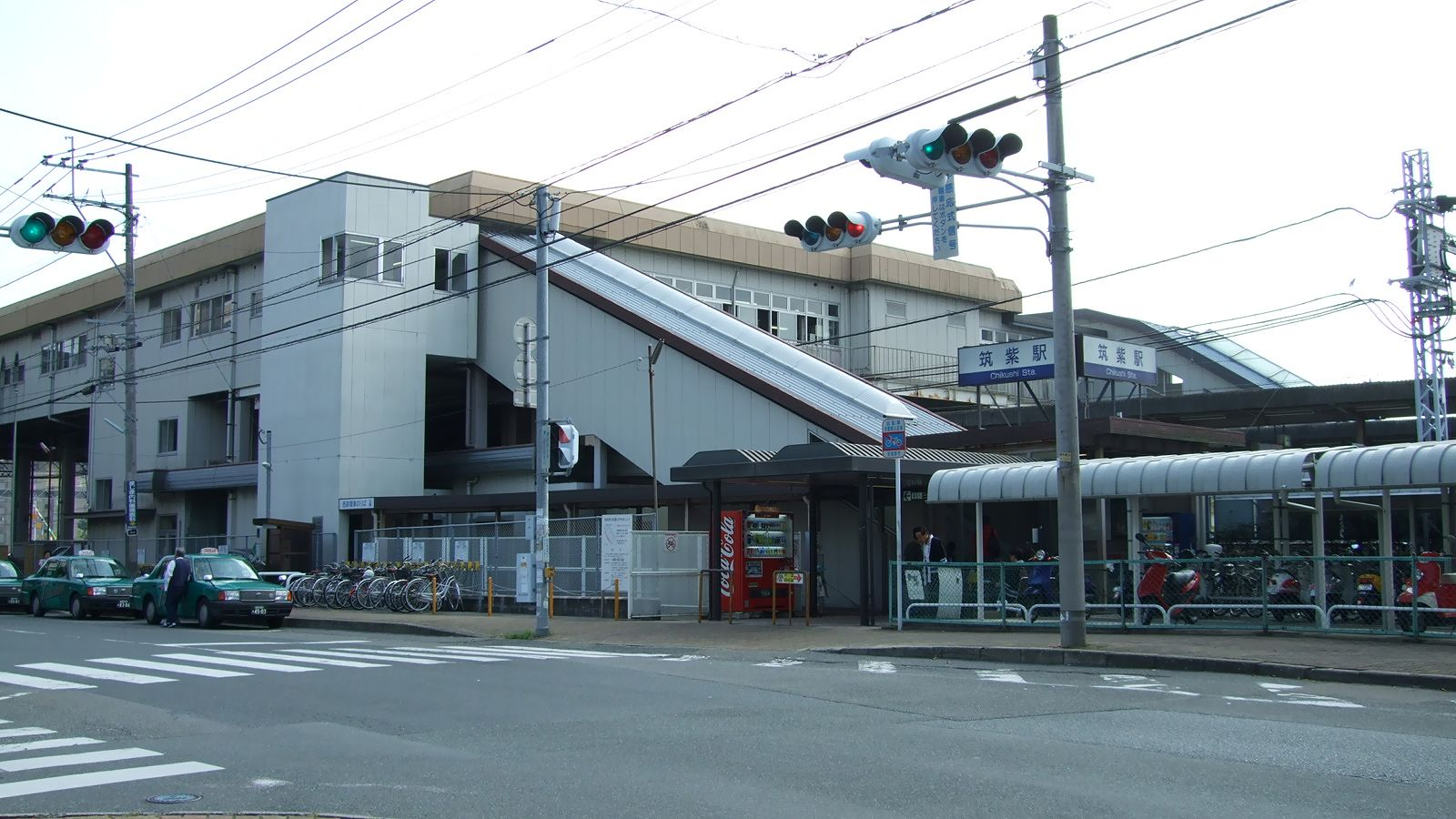
동쪽 출입구
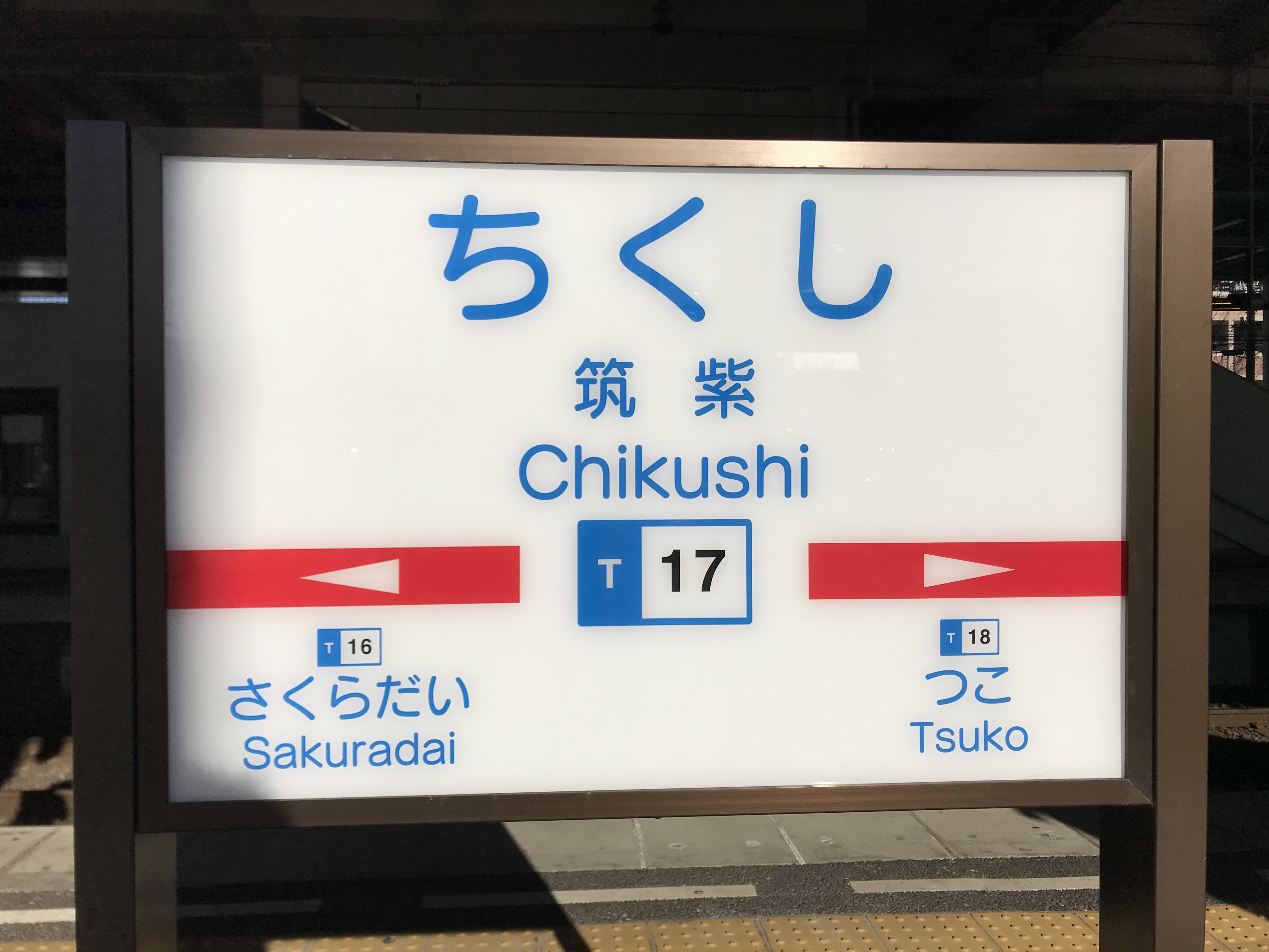
역명판

## 인접역
| 서일본 철도 ■ 덴진오무타 선                     | 서일본 철도 ■ 덴진오무타 선                        | 서일본 철도 ■ 덴진오무타 선  |
| ----------------------------------------------- | -------------------------------------------------- | ---------------------------- |
| T15 아사쿠라가이도 니시테쓰 후쿠오카(덴진) 방면 | ■ 급행(하행)                                       | 미쿠니가오카 T19 오무타 방면 |
| T15 아사쿠라가이도 니시테쓰 후쿠오카(덴진) 방면 | ■ 급행 (지쿠시 이남으로 각역 정차로 설정된 열차만) | 쓰코 T18 오무타 방면         |
| T16 사쿠라다이 니시테쓰 후쿠오카(덴진) 방면     | ■ 보통                                             | 쓰코 T18 오무타 방면         |